# افشار علیا
افشار علیا یک روستا در ایران است که در دهستان سنجبد جنوبی واقع شده‌است. افشار علیا ۲۸ نفر جمعیت دارد.